# Morton Lake Park
Morton Lake Park är en park i Kanada.   Den ligger i provinsen British Columbia, i den sydvästra delen av landet, 3 700 km väster om huvudstaden Ottawa. Morton Lake Park ligger 287 meter över havet. Den ligger vid sjöarna  Mohun Lake och Morton Lake.
Terrängen runt Morton Lake Park är kuperad åt nordost, men åt sydväst är den platt. Trakten runt Morton Lake Park är nära nog obefolkad, med mindre än två invånare per kvadratkilometer.. 
I omgivningarna runt Morton Lake Park växer i huvudsak barrskog.